# Clavus nodifera
Clavus nodifera é uma espécie de gastrópode do gênero Clavus, pertencente a família Drilliidae.